# Gefell
Gefell é uma cidade da Alemanha localizada no distrito de Saale-Orla, estado da Turíngia.